# FA Gandzaszar Kapan
A Gandzaszar Kapan (örmény nyelven: Ֆուտբոլային Ակումբ Գանձասար Կապան, magyar átírásban: Futbolajin Akumb Gandzaszar Kapan, nyugati sajtóban: FC Ganzasar Kapan) egy örmény labdarúgócsapat Jerevánban, jelenleg az örmény labdarúgó-bajnokság élvonalában szerepel. 2018-ban megnyerték az örmény kupát.